# Руджі (Караш-Северін)
Руджі (рум. Rugi) — село у повіті Караш-Северін в Румунії. Входить до складу комуни Пелтініш.
Село розташоване на відстані 329 км на захід від Бухареста, 21 км на північний схід від Решиці, 81 км на південний схід від Тімішоари.

## Населення
За даними перепису населення 2002 року у селі проживали 307 осіб.
Національний склад населення села:
| Національність | Кількість осіб | Відсоток |
| -------------- | -------------- | -------- |
| румуни         | 301            | 98,0%    |
| цигани         | 6              | 2,0%     |

Рідною мовою назвали:
| Мова      | Кількість осіб | Відсоток |
| --------- | -------------- | -------- |
| румунська | 301            | 98,0%    |
| циганська | 6              | 2,0%     |